# Exetastes telengai
Exetastes telengai är en stekelart som beskrevs av Townes, Momoi och Henry Keith Townes, Jr. 1965. Exetastes telengai ingår i släktet Exetastes och familjen brokparasitsteklar. Inga underarter finns listade i Catalogue of Life.